# Соболицы
Соболицы — деревня в Новоржевском районе Псковской области. Входит в состав Стехновской волости.
Расположена в 10 км к северо-западу от города Новоржев.
Численность населения по состоянию на 2000 год составляет 35 жителей.